# Paepalanthus parviflorus
Paepalanthus parviflorus är en gräsväxtart som först beskrevs av Nancy Hensold, och fick sitt nu gällande namn av Nancy Hensold. Paepalanthus parviflorus ingår i släktet Paepalanthus och familjen Eriocaulaceae. Inga underarter finns listade i Catalogue of Life.